# Annex
Annex az Amerikai Egyesült Államok északnyugati részén, Oregon állam Malheur megyéjében, a Kígyó-folyó déli partján, az idahói Weiserrel szemben, a 95-ös út hídjának déli oldalán elhelyezkedő statisztikai- és önkormányzat nélküli település. A 2010. évi népszámláláskor 235 lakosa volt. Területe 6,37 km², melynek 100%-a szárazföld.

## Népesség
A 2010-es népszámláláskor  235 lakója, 93 háztartása és 67 családja volt. A népsűrűség 36,9 fő/km2. A lakóegységek száma 109, sűrűségük 17,1 db/km2. A lakosok 84,7%-a fehér, 1,3%-a afroamerikai, 1,3%-a indián, 0,4%-a ázsiai,  10,2%-a egyéb, 2,1%-a pedig kettő vagy több etnikumú. A spanyol vagy latino származásúak aránya 21,7% (16,6% mexikói,  0,9% kubai, 4,3% egyéb spanyol vagy latino származású.)
A háztartások 19,4%-ában élt 18 évnél fiatalabb. 47,3% házas, 11,8% egyedülálló nő, 9,7% egyedülálló férfi, 31,2% pedig nem család. 24,7% egyedül élt; 9,7%-uk 65 éves vagy idősebb. Egy háztartásban átlagosan 2,53 személy élt; a családok átlagmérete 2,98 fő.
A medián életkor 44,9 év volt. Lakóinak 20%-a 18 évesnél fiatalabb, 6% 18 és 24 év közötti, 20,1%-uk 25 és 44 év közötti, 29,7%-uk 45 és 64 év közötti, 20%-uk pedig 65 éves vagy idősebb. A lakosok 49,4%-a férfi, 50,6%-a pedig nő.

## Fordítás
- Ez a szócikk részben vagy egészben  az   Annex, Oregon című angol Wikipédia-szócikk ezen változatának fordításán alapul.  Az eredeti cikk szerkesztőit annak laptörténete sorolja fel. Ez a jelzés csupán a megfogalmazás eredetét és a szerzői jogokat jelzi, nem szolgál a cikkben szereplő információk forrásmegjelöléseként.